# Hyacinthe-Marie Houard
Hyacinthe-Marie Houard est un prêtre catholique français (1927-2012), cofondateur de l'IRCOM à Angers. Il est accusé d'avoir commis de nombreuses violences sexuelles sur des mineurs.

## Biographie
Hyacinthe-Marie Houard est né le 20 octobre 1927 à Étables-sur-Mer,.
En 1951, il est ordonné prêtre à Saint-Brieuc et devient aumônier des Scouts de France. Il les quitte quand l'organisation scoute s'engage contre la guerre d'Algérie et rejoint les Scouts d'Europe.
Après avoir enseigné au collège Saint-Charles de Saint-Brieuc de 1955 à 1963, il rejoint en 1963 l'Université catholique de l'Ouest (UCO) en tant qu'aumônier des étudiants. Il est nommé en 1965 secrétaire général de l'UCO.
Selon le quotidien La Croix, il se comporte comme un « électron libre » dans le diocèse d'Angers, auquel il n'a jamais été rattaché canoniquement, en conflit constant avec son évêque, Henri Mazerat. Le prêtre affiche son conservatisme, « ne rendant de comptes à personne ». Il est « une figure de l’Église locale et une icône pour la bourgeoisie catholique angevine ».
En 1970, il est aumônier chez les Scouts d'Europe.
Il est cofondateur en 1984 de l'Institut des relations publiques et de la communication (Ircom), basé à Angers, avec le soutien du Conseil général du Maine-et-Loire et de la Région des Pays de la Loire .
Il crée l'Institut Albert-le-Grand (formation en lettres et sciences politiques) en 1993.
En 2002, Hyacinthe Houard prend sa retraite mais continue à s'occuper des Scouts d'Europe d'Angers.
En 2004, François Fillon, alors ministre des Affaires sociales, du Travail et de la Solidarité, lui remet la Légion d'honneur.
Il meurt en décembre 2012. Ses funérailles sont présidées par Emmanuel Delmas, évêque d'Angers.

## Abus sexuels
En 2017, deux femmes révèlent les abus sexuels subis quand elles n'étaient que des fillettes,,. À l'époque, le diocèse d’Angers dénonce des « comportements inappropriés » de l’abbé sur deux mineures (de moins de 10 ans) qualifiés cependant d' « agissements graves et profondément destructeurs ».
Sept sollicitations sont déposées auprès de l’Instance nationale indépendante de reconnaissance et réparation, certaines aboutissent à une reconnaissance de l’Église de France et à des réparations financières atteignant parfois l’indemnisation maximale possible.
En 2024, un collectif de victimes demande que l’Église aille jusqu’au bout de l’enquête sur le passé de ce potentiel abuseur en série. Une enquête de La Croix révèle des violences sexuelles commises entre les années 1960 et le début des années 2000 sur des enfants âgés de 5 à 13 ans. À la suite de cette enquête, le diocèse publie un nouveau communiqué, dans lequel il rappelle « le soutien de Mgr Emmanuel Delmas aux personnes victimes, sa détermination pour permettre à celles qui le souhaitent de pouvoir être reçues et de pouvoir entreprendre ainsi un réel chemin de reconnaissance et de réparation ».

## Distinction
- 2004 -  Chevalier de la Légion d'honneur[14]

## Publications
- Des Signes sur ta piste, Ed. Villa Sainte Anne, 1999
- Parcours d'un combattant, Paris, Presses de la Renaissance, 2006
- Mots de passe, Scouteuropresse, coll. « Compagnon de Route », 2007, 122 p. (ISBN 978-2-913539-15-0)
- avec Laurence Papon-Mermet, La foi n'est pas coutume, Paris, Sarment-Éd. du Jubilé, 2010